# 2-я Покровская улица
Втора́я Покро́вская у́лица — улица в Южном административном округе города Москвы на территории района Чертаново Южное. Сохранившийся участок улицы проходит от 3-го Дорожного проезда примерно до пересечения улицы Подольских Курсантов и Дорожной улицы.

## Происхождение названия
Названа в 1968 году по существовавшему на данной территории селу Покровское-Городня, которое вошло в состав Москвы в 1960 году. До 1960 года улица называлась Октябрьской, а в 1960—1968 годах — Советской.

## История
Ранее располагалась в селе Покровское-Городня и имела гораздо большую длину чем сейчас.

## Здания и сооружения
- № 24, строение 1 — Храм Покрова Пресвятой Богородицы на Городне.

## Транспорт

### МЦД
Платформа МЦД «Покровское»

### Автобус
По 2-й Покровской улице наземный общественный транспорт не проходит. Ближайшая остановка автобуса 980 «Покровский парк» располагается на 3-м Дорожном проезде.